# フレデリック・ポール
フレデリック・ジョージ・ポール・ジュニア（Frederik George Pohl, Jr., 1919年11月26日 - 2013年9月2日）は、アメリカ合衆国のSF作家、編集者。ニューヨーク州生まれ。別名はジェイムズ・マクレイ (James MacCreigh)など多数 。マクレイ名義ではアイザック・アシモフとの共著がある。

## 人物
少年時代よりファン活動に参加し、19歳で雑誌の編集を任されるなど、SF界との関わりは早かった。
ファン団体フューチャリアンズに参加。会員にはアシモフ、ウォルハイム、C・M・コーンブルース、ジュディス・メリル、ジェイムズ・ブリッシュ、デーモン・ナイト、H・ビーム・パイパーらがいた。
アシモフの初期短編（特にキャンベルに没にされた作品）を自分の雑誌に多数採用して経済的に支えた他、処女長編『宇宙の小石』もポールが出版社に渡りを付けて出版された物である。
商業誌へのデビュー作は一編の詩で、「アメージング・ストーリーズ」1937年10月号にエルトン・アンドルーズ（Elton Andrews）名義で掲載された。初期の代表作はC・M・コーンブルースとの共作、『宇宙商人』（1953年）。これは、幾つかの大企業に牛耳られた未来社会を描いた長編で、風刺SFの古典となった。
また、1959年から1969年にかけて、SF雑誌「ギャラクシー」および「イフ」の編集に携わり、この間に3度のヒューゴー賞を受賞するほどの名編集者ぶりを発揮している。またこれらの雑誌で、ラリー・ニーヴンやキース・ローマーらを育てた。
1976年にサイボーグを扱った『マン・プラス』でネビュラ賞 長編小説部門を受賞。その後も「ニュー・ポール」と称されるほど一新した作品を続出。この時期の代表作としては他に「ヒーチー年代記」が挙げられる。
ポールは数度の結婚経験がある（その相手には、SF作家・評論家のジュディス・メリルも含まれる）。最新の結婚相手はSFファンでありSF研究家協会の一員でもあったエリザベス・アン・ハル。彼女とは、アメリカのSF情報誌『ローカス』1984年5月号に「ベティ・アンへ…たのむ、ぼくと結婚してくれ。フレッド」という広告を載せてプロポーズに成功し、レスター・デル・レイを付き添い人として同年7月に結婚した。
1983年夏に来日。日本SF大会DAICON4にも参加した。2013年9月2日、93歳で死去。

## 作品リスト
- 『宇宙商人』（The Space Merchants(1952)、C・M・コーンブルース共著、加島祥造訳、ハヤカワSFシリーズ） 1961、のち早川書房「世界SF全集21」 1971、のちハヤカワ文庫 1984 - 1975年ローカス賞 All Time Novel受賞
- 『22世紀の酔っぱらい』（Drunkard's Walk(1960)、井上一夫訳、創元推理文庫） 1971
- 『臆病者の未来』（The Age of the Pussyfoot(1969)、中尾明訳、ハヤカワSFシリーズ） 1973
- 『マン・プラス』 (Man Plus(1976)、矢野徹訳、早川書房、海外SFノヴェルズ） 1979、のちハヤカワ文庫 1989 - 1977年ネヴュラ賞 長編小説部門受賞
- 『仮面戦争』 (The Cool War(1979)、矢野徹訳、早川書房、海外SFノヴェルズ） 1982 - 1982年ローカス賞候補
- 『JEM』（JEM The Making of a Utopia(1980) 、矢野徹訳、早川書房、海外SFノヴェルズ） 1981、のちハヤカワ文庫 1989
- 『時の果ての世界』上・下（The World at the End of Time(1990)、矢野徹訳、ハヤカワ文庫） 1993
- 『異郷の旅人』（Homegoing(1989)、矢野徹訳、ハヤカワ文庫） 1993
- 『チェルノブイリ』（Chernobyl(1987)、山本楡美子訳、講談社文庫） 1989
- 『最終定理』（The Last Theorem(2008)、アーサー・C・クラーク共著、小野田和子訳、早川書房、海外SFノヴェルズ） 2010、のちハヤカワ文庫 2013
- 「スター・チャイルド」シリーズ（ジャック・ウイリアムスン共著）
  - 『宇宙の珊瑚礁へ』（The Reefs of Space(1963)、矢野徹訳、ハヤカワ文庫、スター・チャイルド1） 1990
  - 『スター・チャイルド』（Starchild(1965)、矢野徹訳、ハヤカワ文庫、スター・チャイルド2） 1991
  - 『新たなる誕生』（Rougue Star(1969)、矢野徹訳、ハヤカワ文庫、スター・チャイルド3） 1991
- 「ヒーチー年代記」
  - 『ゲイトウエイ』（Gateway(1977)、矢野徹訳、早川書房、海外SFノヴェルズ） 1980、のちハヤカワ文庫 1988 - ヒューゴー賞 長編小説部門、ネビュラ賞 長編小説部門、ローカス賞 長篇部門、ジョン・W・キャンベル記念賞受賞
  - 『ゲイトウエイ 2 - 蒼き事象の水平線の彼方』（Beyond the Blue Event Horizon(1980)、矢野徹訳、早川書房、海外SFノヴェルズ） 1982、のちハヤカワ文庫 1988
  - 『ゲイトウエイ 3 - ヒーチー・ランデヴー』上・下（Heechee Rendezvous(1984)、矢野徹訳、ハヤカワ文庫） 1988
  - 『ゲイトウエイ 4 - ヒーチー年代記』上・下（The Annals of the Heechee(1987)、矢野徹訳、ハヤカワ文庫） 1989
  - 『ゲイトウエイへの旅』（The Gateway Trip(1990)、矢野徹訳、ハヤカワ文庫） 1992

### ジュブナイル
- Undersea Trilogy（ジャック・ウイリアムスンと共著）
  - 『ジムくんの海てい旅行』（Under Sea Quest(1954)、矢野徹訳、偕成社、世界のこどもエスエフ6）
  - 『深海の恐竜』（Undersea Fleet(1956)、久米穣訳、角川文庫）
    - 『海底艦隊』（Undersea Fleet(1956)、塩谷太郎訳、講談社、少年少女世界科学冒険全集33）

  - 『海底の地震都市』（Undersea City(1958)、中尾明訳、あかね書房、少年少女世界SF文学全集12）

その他、短編、アンソロジー等多数。未訳作品については英語版（Frederik Pohl）等を参照。